# أليكس ريبيرو
أليكس ريبيرو (بالبرتغالية: Alex Dias Ribeiro) هو سائق سيارة سباق برازيلي، ولد في 7 نوفمبر 1948 في بيلو هوريزونتي في البرازيل.